# Sándor Anikó
Sándor Anikó (Budapest, 1953. május 16. –) magyar újságíró, író, rádiós és televíziós, szerkesztő, riporter és írás-coach.

## Életpályája
Pályafutását a Magyar Televízióban kezdte, mint szerkesztő-riporter. Vitray Tamás „Csak ülök és mesélek” című műsorában debütált. 1986-ban a Magyar Rádió szerkesztő-riportere lett, kezdetben a Szombat délelőttben és a Napközbenben hangzottak el riportjai, valamint szerkesztette-vezette is e műsorokat.  
Később a Családi tükör című műsor felelős szerkesztője lett és éjszakai műsorokat vezetett a Kossuth adón. Ezzel párhuzamosan a (kezdetben még a MR-hoz tartozó) Danubius Rádióban éjszakai műsorokat vezetett, "Az ördög rádiója"-címmel.  
Állandó munkatársa volt a 168-Óra című politikai műsornak, 1994-ben egyike volt a politikai okból a Magyar Rádióból elbocsátott 129 rádiósnak. 
A kormányváltást követően visszatért a Kossuth adóra, ahol 2005-ig dolgozott. Ezt követően színes női magazinok felelős szerkesztőjeként tevékenykedett, de 2010-ben egy váratlan döntéssel hátat fordított addigi szakmai életének, és 2011-ben megjelent az első regénye: „El Camino – Az út, ami hazavisz” címmel. Azóta újabb 17 könyve jelent meg a Jaffa Kiadó gondozásában. 2022 óta mentorként is tevékenykedik, pályakezdő reménybeli szerzőknek segít felépíteni a saját történetüket, és elkalauzolja őket a könyvírás és a könyvkiadás rejtelmeiben.

## Tanulmányai
- Bálint György Újságíró Akadémia
- Kodolányi János Főiskola média szak

## Magánélete
Első férje: Csurgai Attila, zenész
Második férje: Dr Wagner András, orvos
Gyermekei: Csurgai Dorottya, pszichológus

## Megjelent művei
- El Camino − Az út, ami hazavisz (2011)
- Az ajándék (2012)
- Pillangó a vállamon − A Buenos Aires-i kaland (2012) (Később Tangó címmel adták ki újra)
- Zuhanó repülés − Összetörve Indiában (2013)
- Magyar Camino − A magad útján (2013)
- Én igen nagy vétkem − 5 nap Mariazellben (2014)
- Házasságsirató (2016)
- Tévúton (2016)
- Buen Camino (felnőtt színező, saját rajzokkal) (2016)
- Thaiföldi feleség (2018)
- Hamis profil (2018)
- Magányügy (2019)
- Asszonymesék (2020)
- Férfimesék (2021)
- Összezárva (2022)
- Falusi Camino (2024)

## Díjai
- Gyermekérdekek Magyarországi Fóruma sajtódíj (1990)
- Nívódíj (168 óra, 1993)